# Andrea Gioannetti
Andrea Gioannetti OSBCam (ur. 6 stycznia 1722 w Bolonii, zm. 8 kwietnia 1800 tamże) – włoski kardynał.

## Życiorys
Urodził się 6 stycznia 1722 roku w Bolonii, jako syn Baldassarrego Francesca Gioannettiego i Pellegriny Zanoni, otrzymując na chrzcie imiona Melchiorre Benedetto Lucidoro. W młodości wstąpił do zakonu kamedułów. 19 grudnia 1744 roku przyjął święcenia kapłańskie. Wkrótce potem został wykładowcą filozofii i teologii, a także dziekanem zgromadzenia w Romandioli. 29 stycznia 1776 roku został tytularnym arcybiskupem Emerii i administratorem apostolskim Bolonii, a sześć dni później przyjął sakrę. 2 czerwca 1777 roku został kreowany kardynałem in pectore. Jego nominacja na kardynała prezbitera została ogłoszona 15 grudnia i nadano mu kościół tytularny Santa Pudenziana. W tym samym roku został pełnoprawnym arcybiskupem Bolonii. W 1796 roku narósł problem relacji archidiecezji z Senatem, który został przywrócony przez Napoleona, po złożeniu z funkcji legata Giovanniego Andrei Archettiego. Konflikt dotyczył uznawania w nowej konstytucji katolicyzmu jako religii państwowej i inicjatyw wdrażanym przeciwko imigranckim kapłanom. Gdy w 1797 roku doszło do konfiskaty majątków kościelnych i zniesienia immunitetów duchownych, Gioannetti wydał list pasterski, w którym głosił autonomiczny autorytet Kościoła otrzymany od Chrystusa do regulowania działań człowieka w społeczeństwie, a także nawoływał Napoleona do przestrzegania przykazań i zasad Kościoła. Kardynał zmarł 8 kwietnia 1800 roku w Bolonii.